# Факараву
Факараву (канн. ಫ಼ಕಾರವು) — фа, буква алфавита каннада, обозначает  глухой губно-зубной спирант /f/, используется для транскрипции и передачи иностранных слов. Графически, как и в других индийских письменностях, является производной буквы пхакараву.